# Akaflieg Braunschweig SB 5
Die Akaflieg Braunschweig SB 5 ist ein einsitziges Segelflugzeug der Akademischen Fliegergruppe Braunschweig mit einem V-Leitwerk.

## Geschichte
Vorüberlegungen für das „Segelflugzeug Braunschweig“ SB 5 entstanden direkt nach Wiedergründung der Akaflieg Braunschweig 1951. Ausgelegt für mitteleuropäisches Wetter und Flugbetrieb in Vereinen entstand im ersten Entwurf ein 16 Meter Spannweite fassender Schulterdecker mit Stahlrohrfachwerkrumpf und Kreuzleitwerk. Ein 1:20-Modell wurde 1954 im Windkanal vermessen.
Nach der Einführung einer internationalen Segelflug-Standardklasse mit einer Spannweitenbegrenzung auf 15 Meter durch die OSTIV 1957 erfuhr der Flugzeugentwurf eine Überarbeitung. Die SB 5 V1 flog am 3. Juni 1959 erstmals und ging am 6. Juni 1961 durch Strukturüberlastung in einer Gewitterwolke verloren; der Pilot konnte sich retten.
Die modifizierte Version SB 5B hatte statt eines Bremsschirms Schempp-Hirth-Bremsklappen und eine verbesserte Kabinenhaube. Von dieser Version wurden im Vereins-Eigenbau und der Firma Eichelsdörfer etwa je 20 bis 25 Exemplare gefertigt.
Nach der Aufhebung der Spannweitenbeschränkung in der neuen FAI-Clubklasse wurde die SB 5E mit 16 Metern Spannweite gebaut.
1965 entstand bei der Akaflieg Braunschweig als Einzelstück die SB 5C mit GFK-Balsa-Rumpfvorderteil, was dem Cockpit der gerade in der Entwicklung befindlichen SB 8 entsprach. Dieses Einzelstück wurde als fliegerischen Ersatz für die bei einem Unfall verloren gegangenen SB 6 gefertigt und dabei das neue Cockpit erprobt.

## Konstruktion
Der Rumpf besteht aus einer Sperrholzschale mit gedämpftem V-Leitwerk, bremsbarem Hauptrad und Schleifsporn. Bei der SB 5A wurde auf Bremsklappen verzichtet und stattdessen am Heck ein Bremsschirm installiert. Der zweiteilige Flügel in Schulterdeckeranordnung ist konventionell in Rippenbauweise gefertigt.

## Technische Daten
| Kenngröße                | SB 5A                | SB 5B/5C             | SB 5E                |
| ------------------------ | -------------------- | -------------------- | -------------------- |
| Spannweite               | 15 m                 | 15 m                 | 16,1 m               |
| Flügelfläche             | 13 m²                | 13 m²                |                      |
| Flügelstreckung          | 17,3                 | 17,3                 |                      |
| V-Form                   | 0,5°                 | 0,5°                 | 0,5°                 |
| Pfeilung                 | 0°                   | 0°                   | 0°                   |
| Rumpflänge               | 6,65 m               | 6,5 m                | 6,57 m               |
| Leermasse                | 203 kg               | 225 kg               | 250 kg               |
| max. Startmasse          | 300 kg               | 325 kg               |                      |
| Flächenbelastung         | 23,1 kg/m²           | 23,1 kg/m²           | 25 kg/m²             |
| Höchstgeschwindigkeit    | 200 km/h             | 200 km/h             | 200 km/h             |
| Manövergeschwindigkeit   | 140 km/h             | 140 km/h             | 140 km/h             |
| Gleitzahl                | 28,5 bei 80 km/h     | 32,5 bei 77 km/h     | 34,5 bei 87 km/h     |
| min. Sinkgeschwindigkeit | 0,72 m/s bei 70 km/h | 0,63 m/s bei 66 km/h | 0,65 m/s bei 75 km/h |

## Erhaltene Exemplare

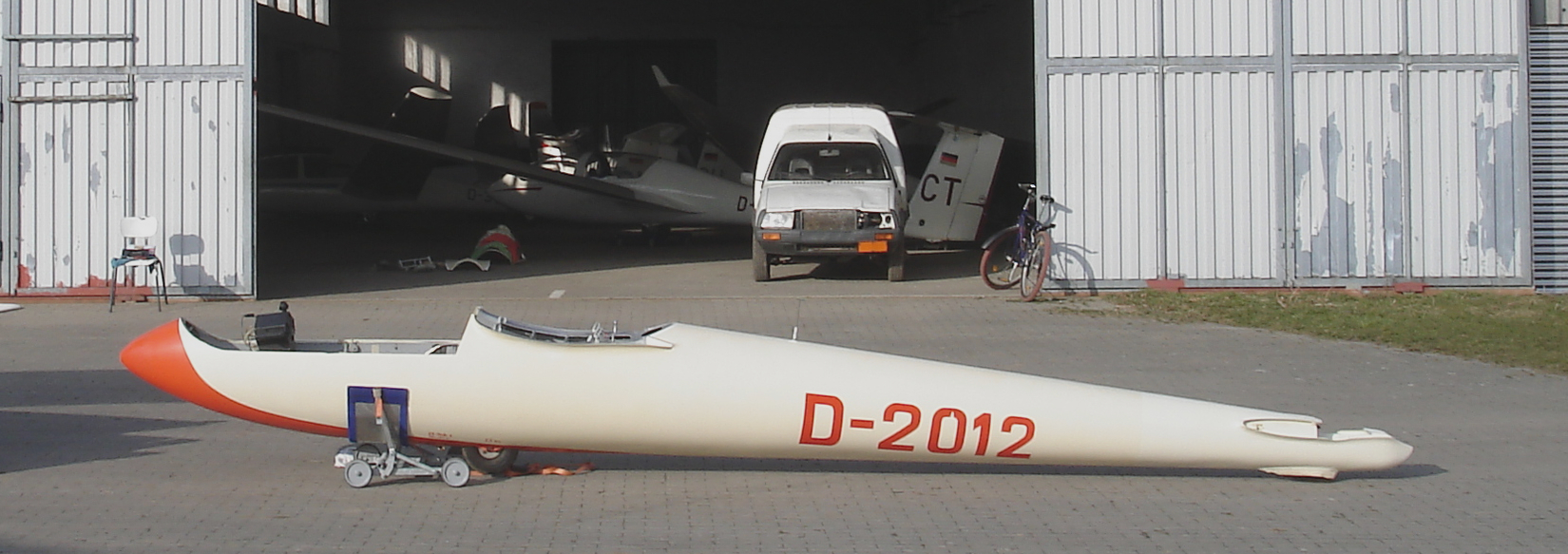
Rumpf einer SB 5 der Baureihe B

- SB 5E V2: (SB 5B, letztes Kennzeichen D-6300) im Deutschen Segelflugmuseum mit Modellflug[7]
- SB 5B: noch etwa 40 fliegende Exemplare
- SB 5C: (letztes Kennzeichen D-6299) Grundüberholung abgeschlossen, seit 2011 „bewegliches [technisches] Kulturdenkmal“ des Landes Niedersachsen[8]
- SB 5E: noch einige fliegende Exemplare